# 트레이시 에민
트레이시 에민(Tracey Emin, CBE, 1963년 7월 3일 ~ )은 영국의 예술가이다. 영 브리티시 아티스츠(YBAs)의 멤버로도 알려져 있다.
1997년, 그녀의 가장 유명한 작품인 나와 함께 잤던 모든 사람들 1963~1995를 찰스 사치의 전시회에서 전시하였다. 같은 년도에 그녀는 영국 방송에 술에 취한 채로 욕설을 해 대중의 관심을 받았다.
1999년, 에민은 그녀의 첫 번째 단독 전시회를 미국에서 열었다. 같은 년도에 터너상을 수상하였고, 나의 침대를 발표하였다.
에민은 또한 연설가로도 유명하다. 그녀는 런던의 빅토리아 앨버트 박물관, 스위스 사스페(Saas-Fee)의 유럽 대학원, 시드니의 뉴사우스웨일스 예술 갤러리 등에서 창의성과 자서전의 관계, 예술에서의 주관성의 과거의 역할 등에 대해 강연을 하였다.
현재 에민은 런던 동부 스피털필즈(Spitalfields)에서 살고 있다.

## 서훈
- 2013년 대영 제국 훈장 3등급(CBE) 수훈